# Hitoshi Morishita (fodboldspiller, født 1972)
 For alternative betydninger, se Hitoshi Morishita. (Se også artikler, som begynder med Hitoshi Morishita)
Hitoshi Morishita (født 21. september 1972) er en tidligere japansk fodboldspiller og træner.
Han har spillet for flere forskellige klubber i sin karriere, herunder Gamba Osaka og Consadole Sapporo.
Han har tidligere trænet Júbilo Iwata, Kyoto Sanga FC, Sagan Tosu og Thespakusatsu Gunma.